# Albia
Albia é uma cidade localizada no estado americano de Iowa, no Condado de Monroe.

## Demografia
Segundo o censo americano de 2000, a sua população era de 3706 habitantes.
Em 2006, foi estimada uma população de 3631, um decréscimo de 75 (-2.0%).

## Geografia
De acordo com o United States Census Bureau tem uma área de
8,1 km², dos quais 8,1 km² cobertos por terra e 0,0 km² cobertos por água. Albia localiza-se a aproximadamente 292 m acima do nível do mar.

## Localidades na vizinhança
O diagrama seguinte representa as localidades num raio de 20 km ao redor de Albia.